# Circle K
Circle K ist heute eine Marke von Circle K Stores Inc. (Tempe (Arizona)). Es gibt nach Firmenangaben 16.000 Tankstellen und Läden unter dieser Marke. In den 2.700 europäischen Tankstellen arbeiten 25.000 Mitarbeiter.
In den Ländern, in denen Circle K aktiv ist, zählt Circle K zu den Top Marken, z. B. In Kanada zu den 10 wertvollsten Marken und in Estland zu den 20 nachhaltigsten Marken im Endkundenbereich. Über 14.000 Tankstellen und Läden betreibt Circle K in Nordamerika und in Europa. Weitere über 2.000 Läden in Kambodscha, China, Ägypten, Guam, Honduras, Hongkong, Indonesien, Jamaika, Macau, Mexiko, Mongolei, Neuseeland, Saudi-Arabien, den Vereinigten Arabischen Emiraten und Vietnam werden in Lizenz betrieben.

## Geschichte

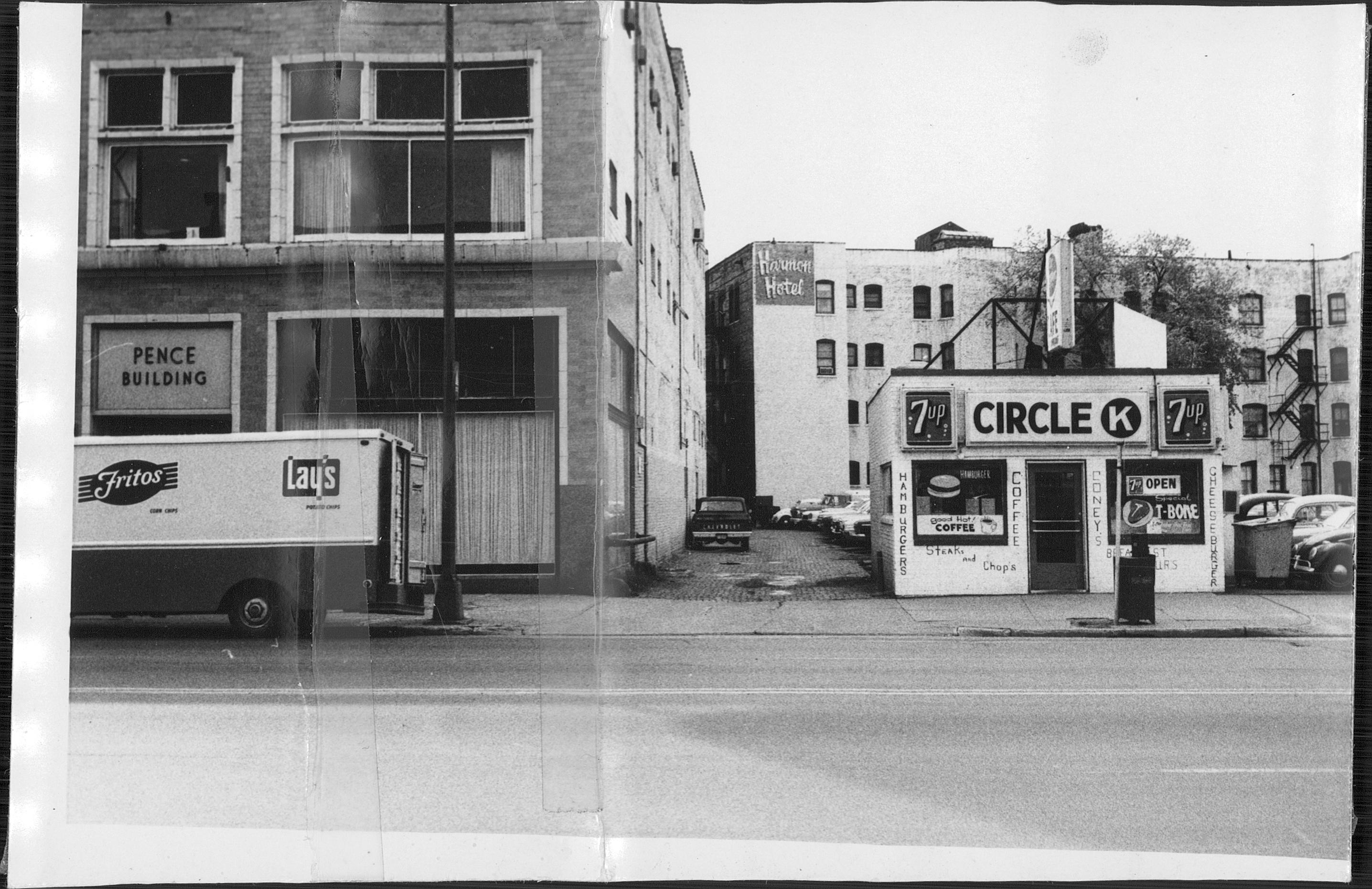
Ein Convenience Shop von Circle K in Minneapolis (1970)

Die Wurzeln von Circle K reichen bis ins Jahr 1951 zurück, als Fred Hervey drei Kay’s Food Stores in El Paso (Texas) kaufte. Im Jahr 2003 kaufte der kanadische Konzern Alimentation Couche-Tard die Tankstellen- und Ladenkette vom damaligen Eigentümer ConocoPhillips zu einem Preis von 830 Millionen USD.

## Aktivitäten in Europa
In Europa ist Circle K vertreten in

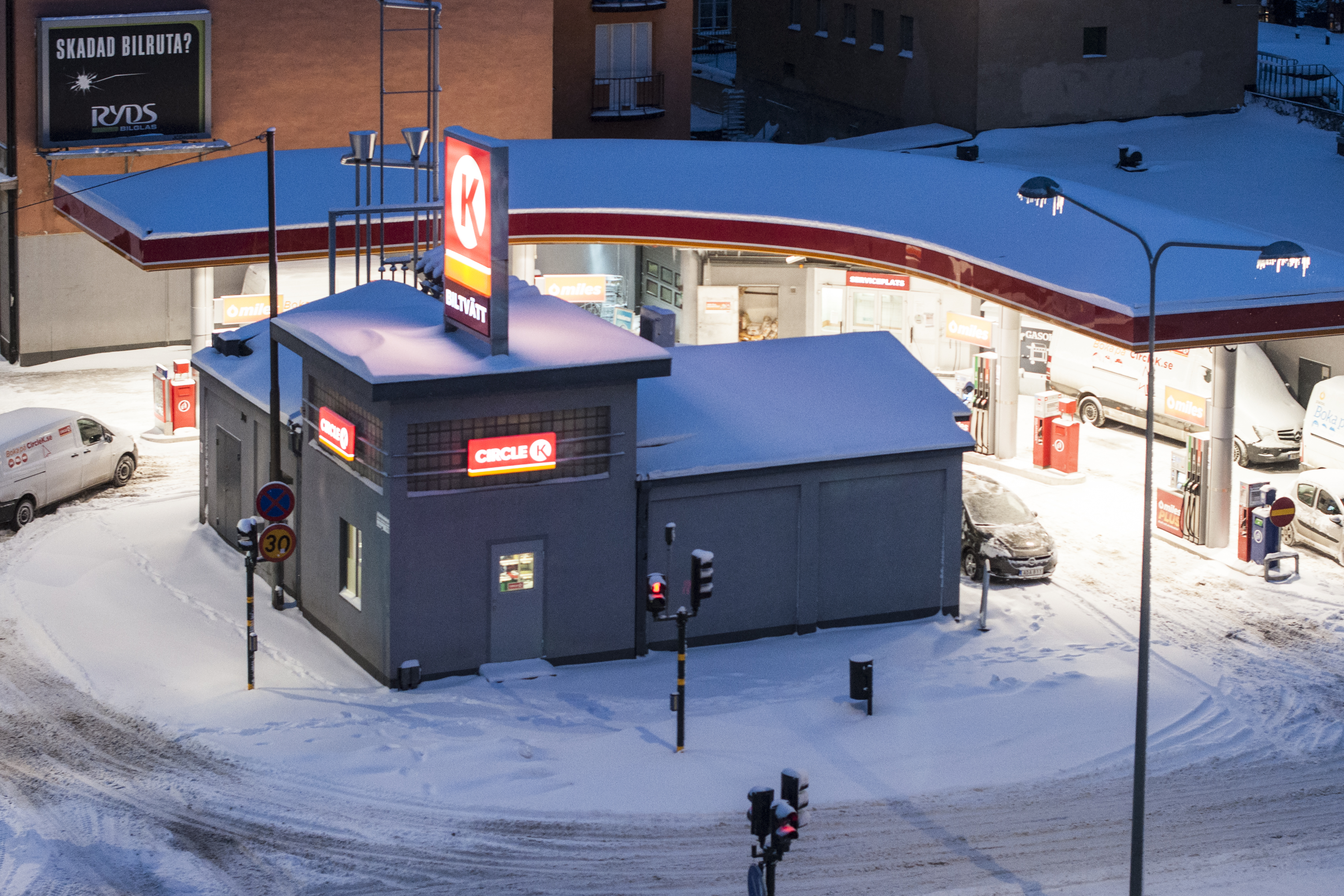
Eine Circle-K-Tankstelle in Stockholm

- Dänemark (Circle K Danmark A/S, 220 Tankstellen)
- Deutschland (Circle K Deutschland GmbH, 1.191 Tankstellen nach Übernahme des Netzes von TotalEnergies[6])
- Estland (Circle K Eesti AS, 700 Mitarbeiter. über 70 Tankstellen)
- Irland (Circle K Ireland Energy Group Limited, 158 eigene Tankstellen und über 200 in Franchise)
- Lettland (85 Tankstellen)
- Litauen (UAB Circle K Lietuva, 89 Tankstellen)
- Luxemburg (4 Tankstellen)
- Norwegen (Circle K Norge AS, 3000 Mitarbeiter, 470 Tankstellen)
- Polen (Circle K Polska Sp. z o.o, 2100 Mitarbeiter, 350 Tankstellen)
- Russland (ООО Сёркл Кей Россия, 33 Tankstellen in den Regionen St Petersburg, Murmansk und Pskow)
- Schweden (Circle K Sverige AB, 760 Tankstellen)

Die Circle-K-Tankkarte kann an über 21.000 Stationen in 35 europäischen Ländern verwendet werden.